# 井関三神社
井関三神社（いせきさんじんじゃ）は兵庫県たつの市揖西町中垣内に鎮座する神社。旧郷社、旧神饌幣帛料供進指定神社。大庄屋八瀬氏の氏神・瀬織津姫命と龍野藩主脇坂氏の氏神・建御名方命を合祀する。

## 祭神

### 本殿三柱
三社大明神
- 井関大明神 - 天照国照彦火明櫛玉饒速日命[1]

五穀豊穣（治水、天候気象）、病気治癒（健康増進）、国家鎮護（鎮魂、地鎮、安全）、家運長久（子孫繁栄、安産守護、結縁）、航空宇宙、交通安全、製鉄
- 八瀬大明神 - 瀬織津姫命

災厄祓除（清祓、開運、厄除、方除、災難除、悪運退散、罪穢除、疾病除）、河川治水（自然保護）、女性守護（安産、育児）
- 諏訪大明神 - 建御名方命

農耕、狩猟、武運長久（勝利）、開発（新規開拓、殖産興業）、国土安穏（盛業繁栄、交通安全、開運長寿）

### 境外摂社 奥宮神社
- 奥宮大明神 - 武甕槌命

心願成就、武道守護（必勝）、往来安全、国土守護（治山、環境保全）、危除

### 境内末社
荒神社
- 須盞之男命

開発、農業守護、火伏（火難除け）
稲荷神社
- 宇気持神

五穀豊穣、商売繁盛、家内安全
天満神社
- 菅原道真

学業成就、書道・学芸奨励、雷除け
金刀比羅宮
- 大物主命、崇徳院

五穀豊穣、交通安全、水難守護、家内安全、病気平癒、縁切り、怨霊鎮魂

## 由緒
社伝によれば、崇神天皇2年、播磨国揖保郡亀山（きのやま）に天照国照彦火明櫛玉饒早日命が勅命により鎮座し、天照神社（あまてる - じんじゃ）として創祀する。
社伝には
と言う。
また、奥宮大明神・武甕槌命は
とある。
その当時より祀られる奥宮大明神・武甕槌命は奥宮太神社と称して、古代山城・城ノ山城の守護神とされて、また中世・城山（木ノ山・きのやま）城主、龍野鶏籠山城主の赤松氏歴代の崇敬を受ける。
亀山の現奥宮より真南に位置する現社地の井関へ遷座した年代と経緯は諸説あって判然としない。井関の地は城山城の裏鬼門にあたり、鬼門除けとして建立された城禅寺、宮内天満神社とは城山城を挟み対角の立地にある。

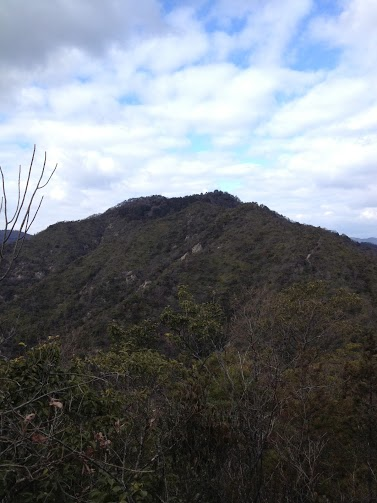
亀山
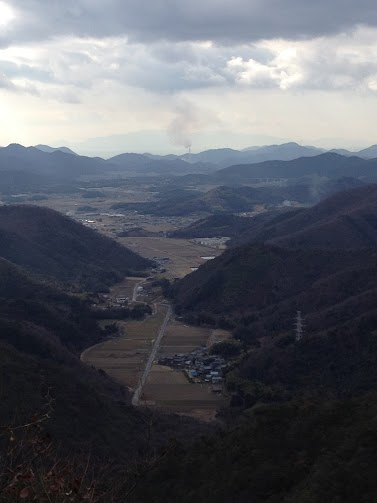
城山城より望む中垣内川流域の集落 中央右側が井関本社が鎮座する宮山

### 年表
- 崇神天皇2年　播磨国揖保郡亀山（現在の奥宮の地）に天照国照彦火明櫛玉饒速日命が勅命により鎮座して天照神社（あまてる - じんじゃ）が創祀。創祀当時より武甕槌命が祀られる。
- 天武天皇の頃、四道将軍が牛頭天王を祀り、これを飛鳥時代後期に神宮寺とした。
- 延元2年（1336年）までに南北朝の戦乱によって神社、神宮寺が焼失する。
- 貞和5年（1349年）　井関の社殿が再興。
- 永享12年（1440年）　井関の社殿を改築。
- 嘉吉元年（1441年）　嘉吉の乱によって井関、奥宮ともに社殿を焼失するも、後に再興される。
- 弘治元年（1555年）[7]　中垣内村の大庄屋・八瀬氏によって、その氏神・瀬織津姫命が山城国八瀬郷[8]より勧請合祀される。
- 寛文12年（1672年）　龍野城主脇坂安政が入部の際、家運永久子孫繁昌を願い龍野城の乾（戌亥・北西）の天門を鎮めとして、前任地の信濃国飯田に鎮座する氏神の諏訪神社[9]より、その祭神の建御名方命が勧請合祀され、天照国照彦火明櫛玉饒速日命、瀬織津姫命、建御名方命の三柱をもって井関三神社（いせき-さん-じんじゃ）と称する。
- 江戸時代を通じて、龍野藩主京極氏[10]・脇坂氏歴代、龍野藩士、平井郷（中垣内、清水、清水新、佐江、前地）・桑原荘（小田、菖蒲谷、新宮、構、田井、竹万、北山、龍子）の中垣内川・古子川流域13ヶ村の氏子の崇敬篤く、数々の寄進がなされている。
- 明治15年（1882年）　郷社列格。
- 明治45年（1912年）　神饌幣帛料供進社指定。

## 境内
- 神社扁額

天照神社　（裏）式内井関神社
- 社殿

本殿・拝殿・幣殿・絵馬殿・手水舎・社務所
- 境内社

荒神社・稲荷神社・天満神社・金刀比羅宮
- 境外社

奥宮神社
御旅所

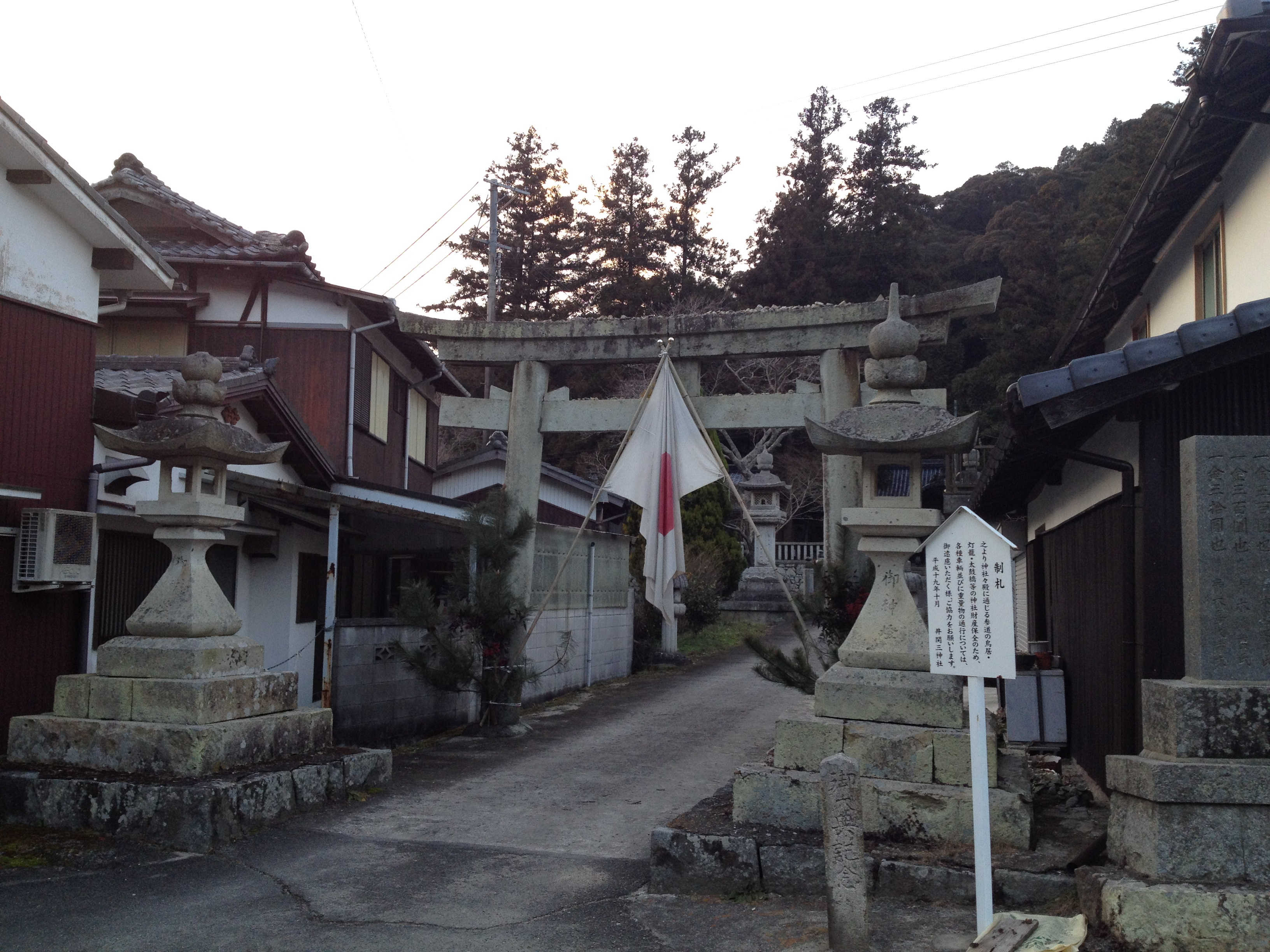
鳥居
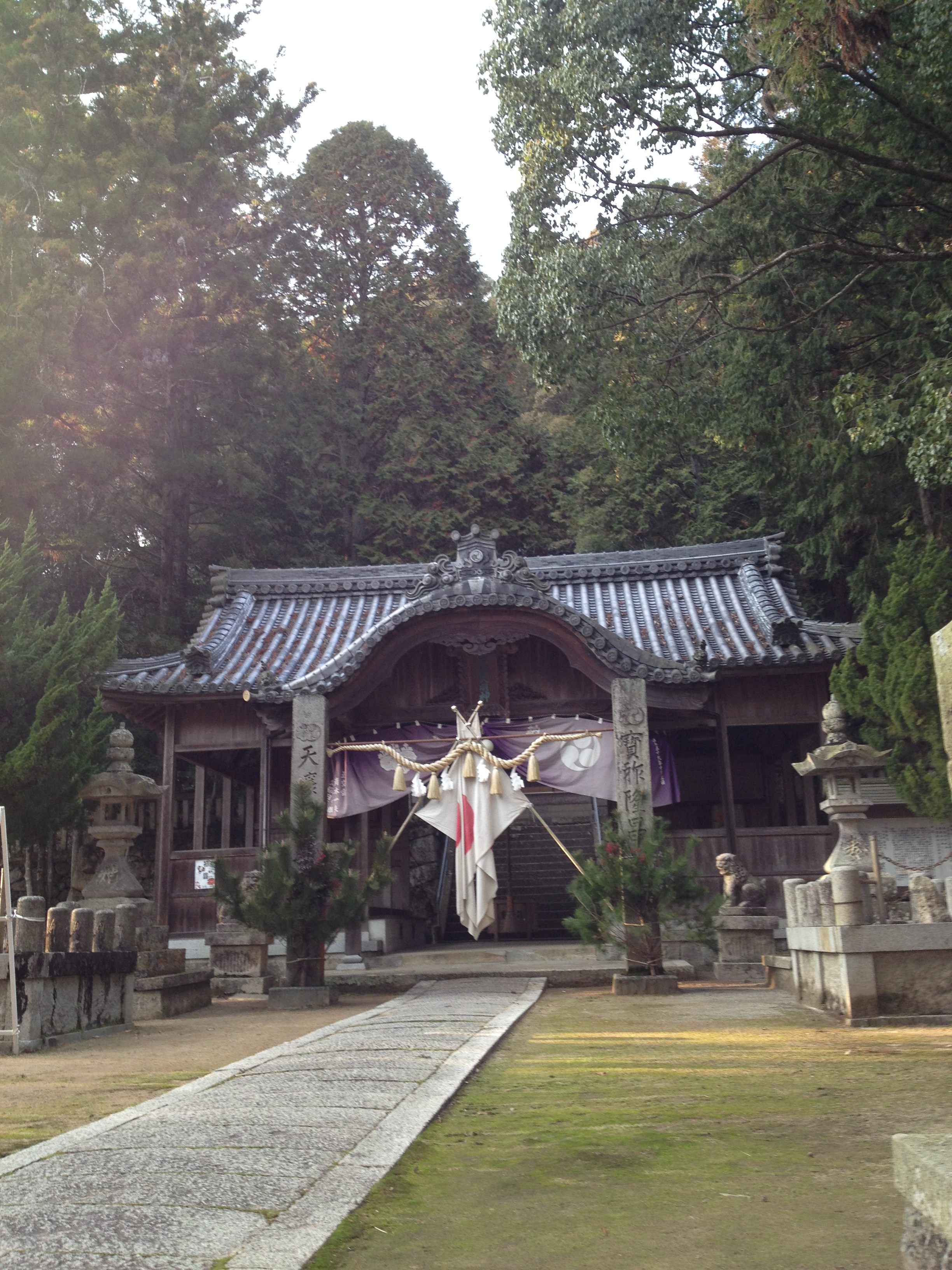
境内
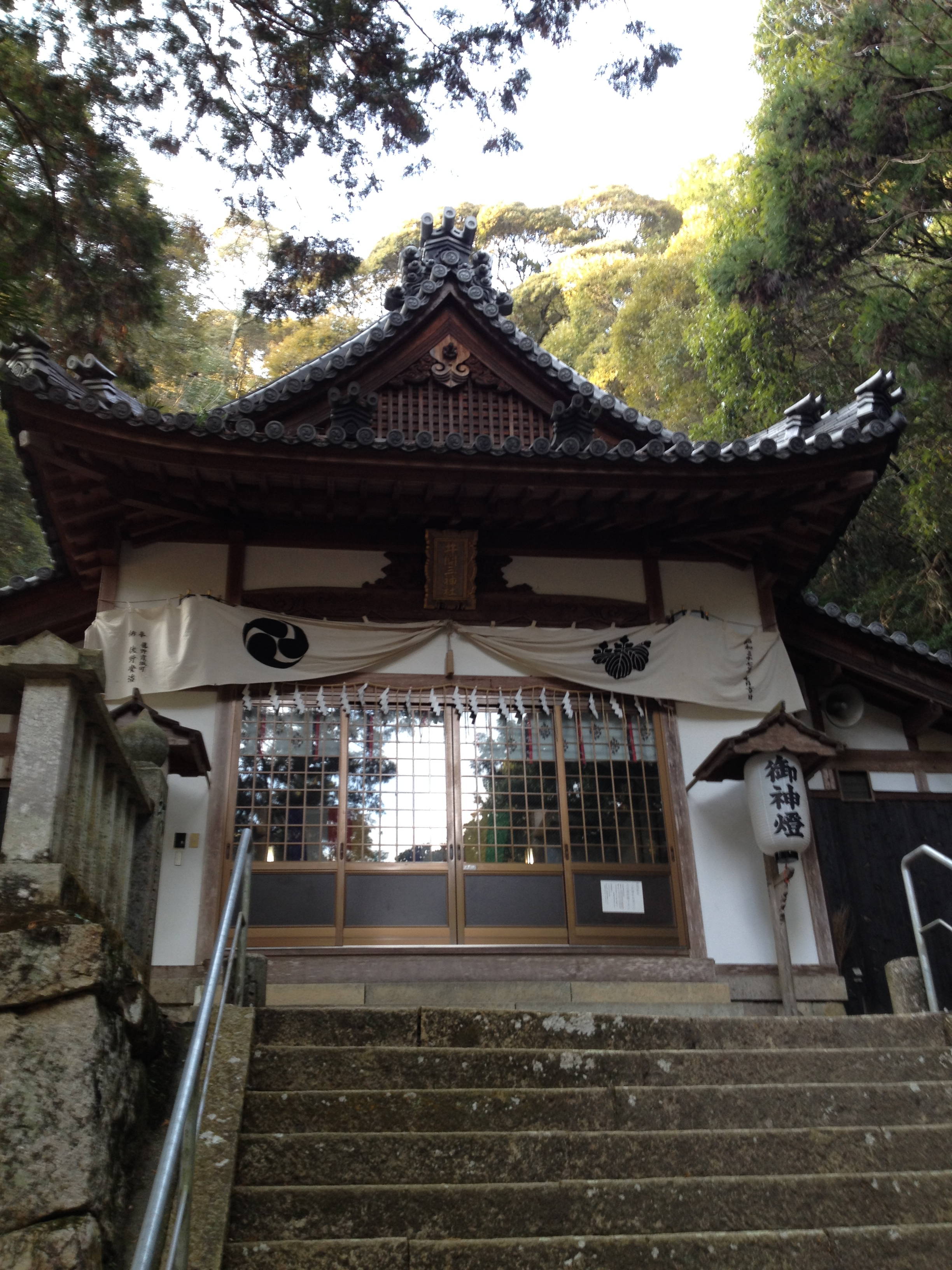
本殿
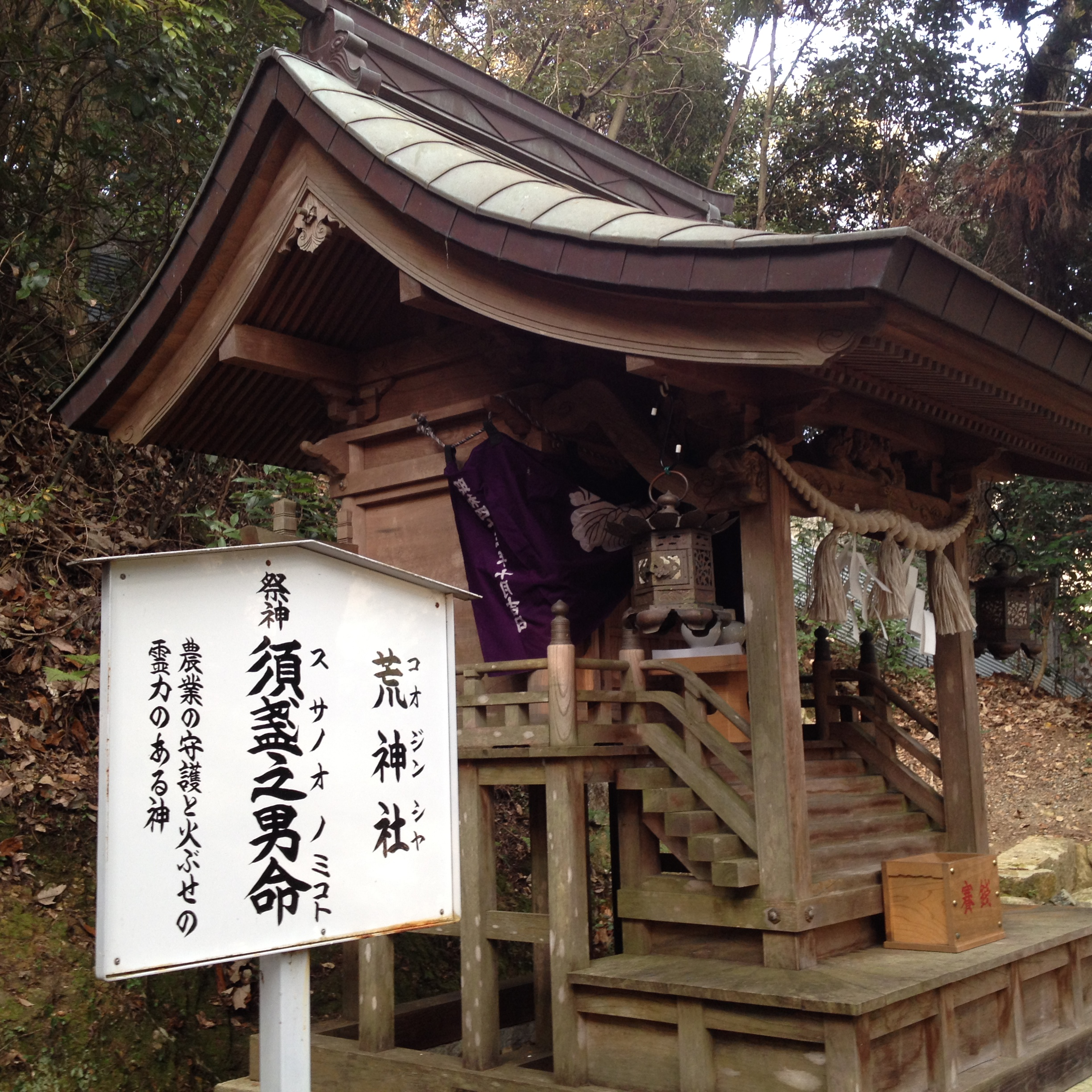
荒神社
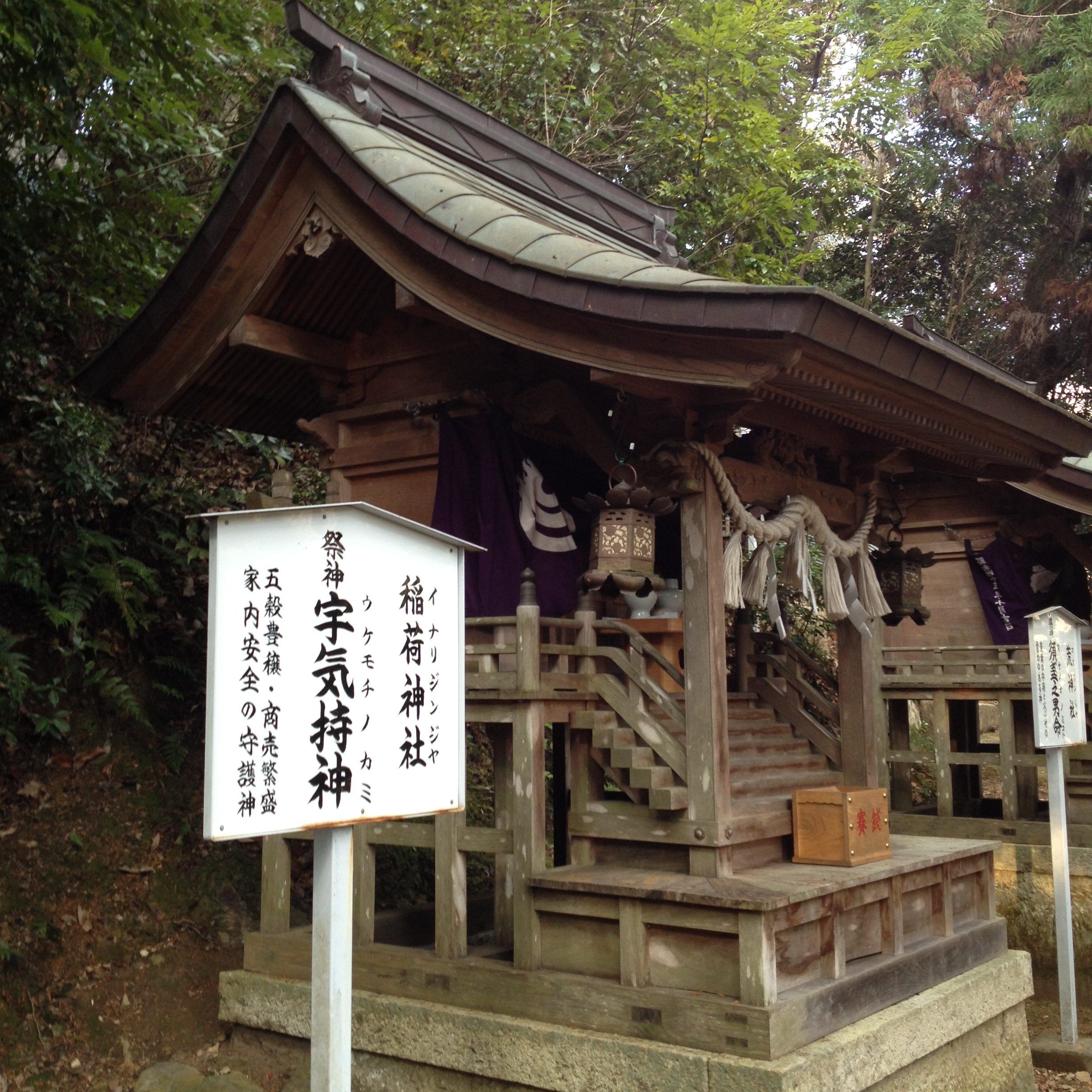
稲荷神社
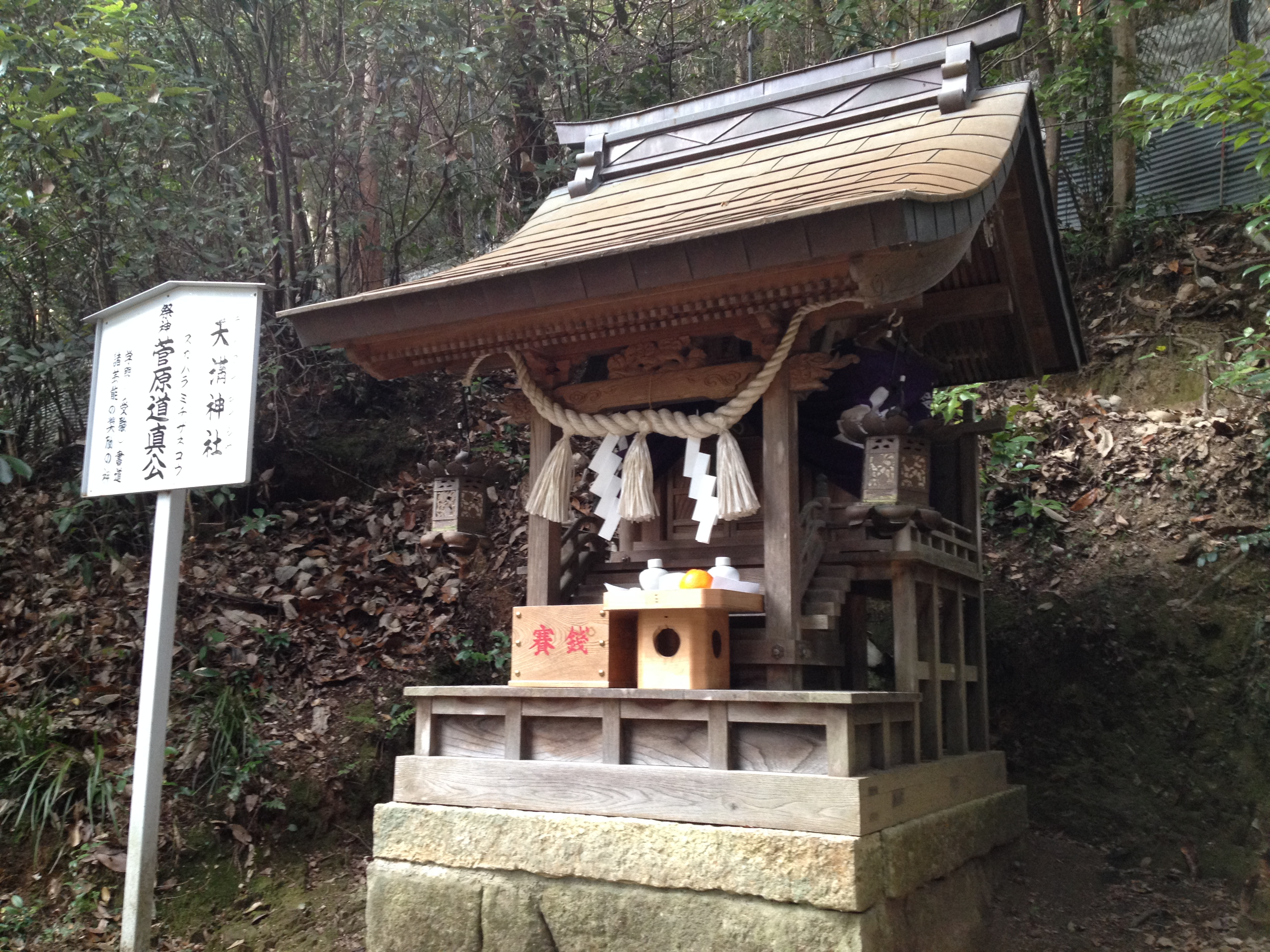
天満神社
金刀比羅社
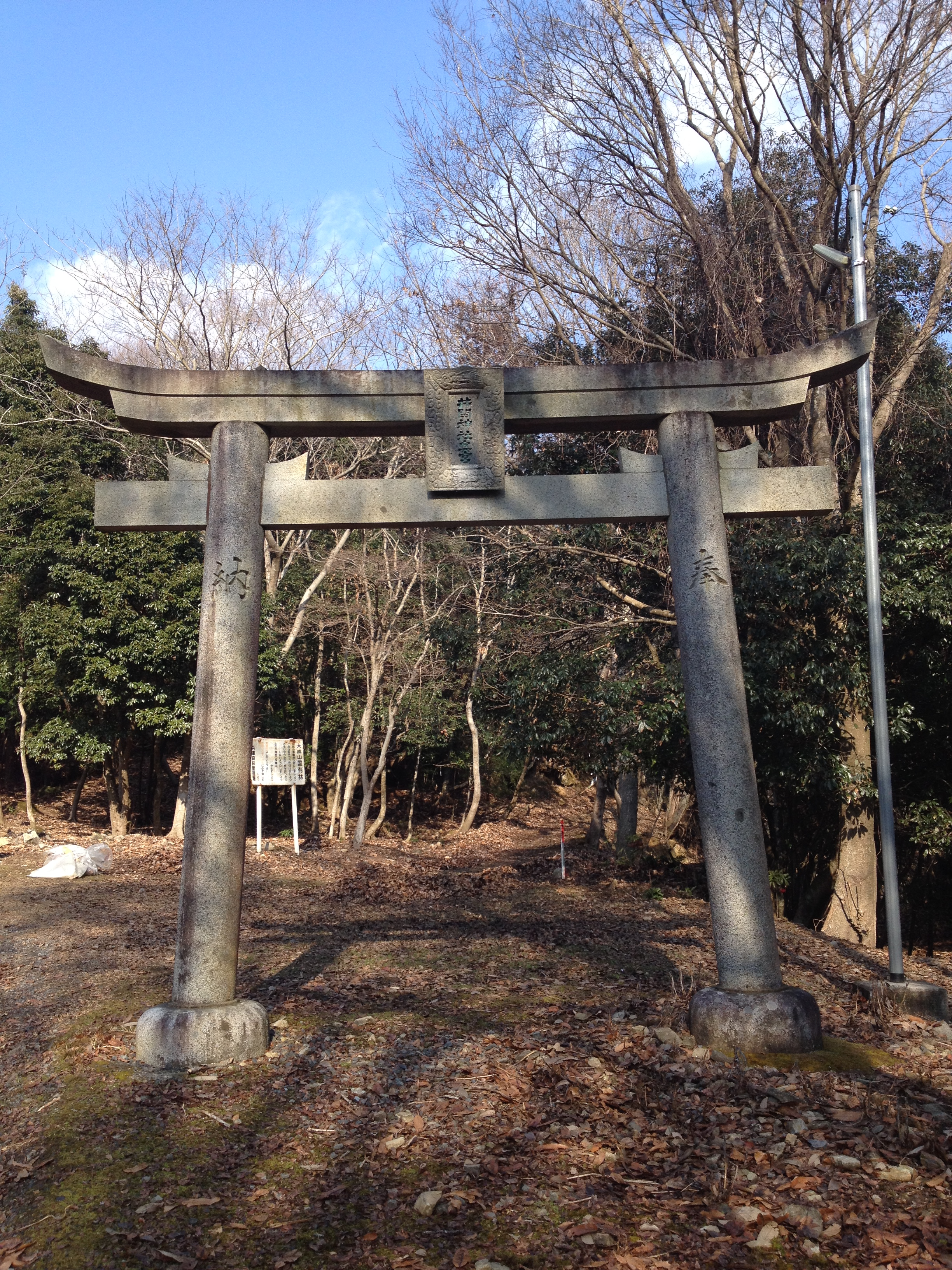
奥宮神社鳥居
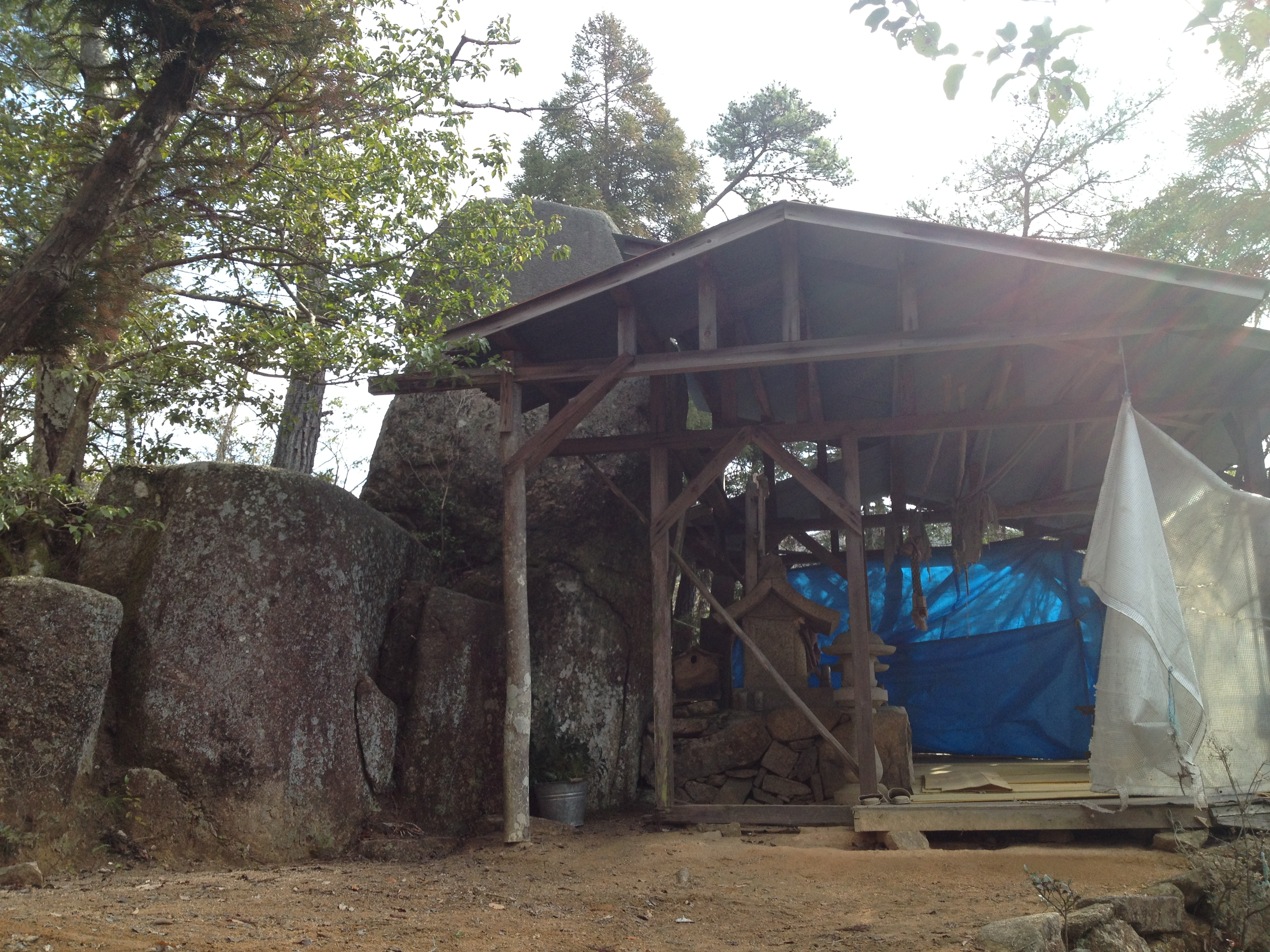
奥宮神社社殿と御神体である磐座
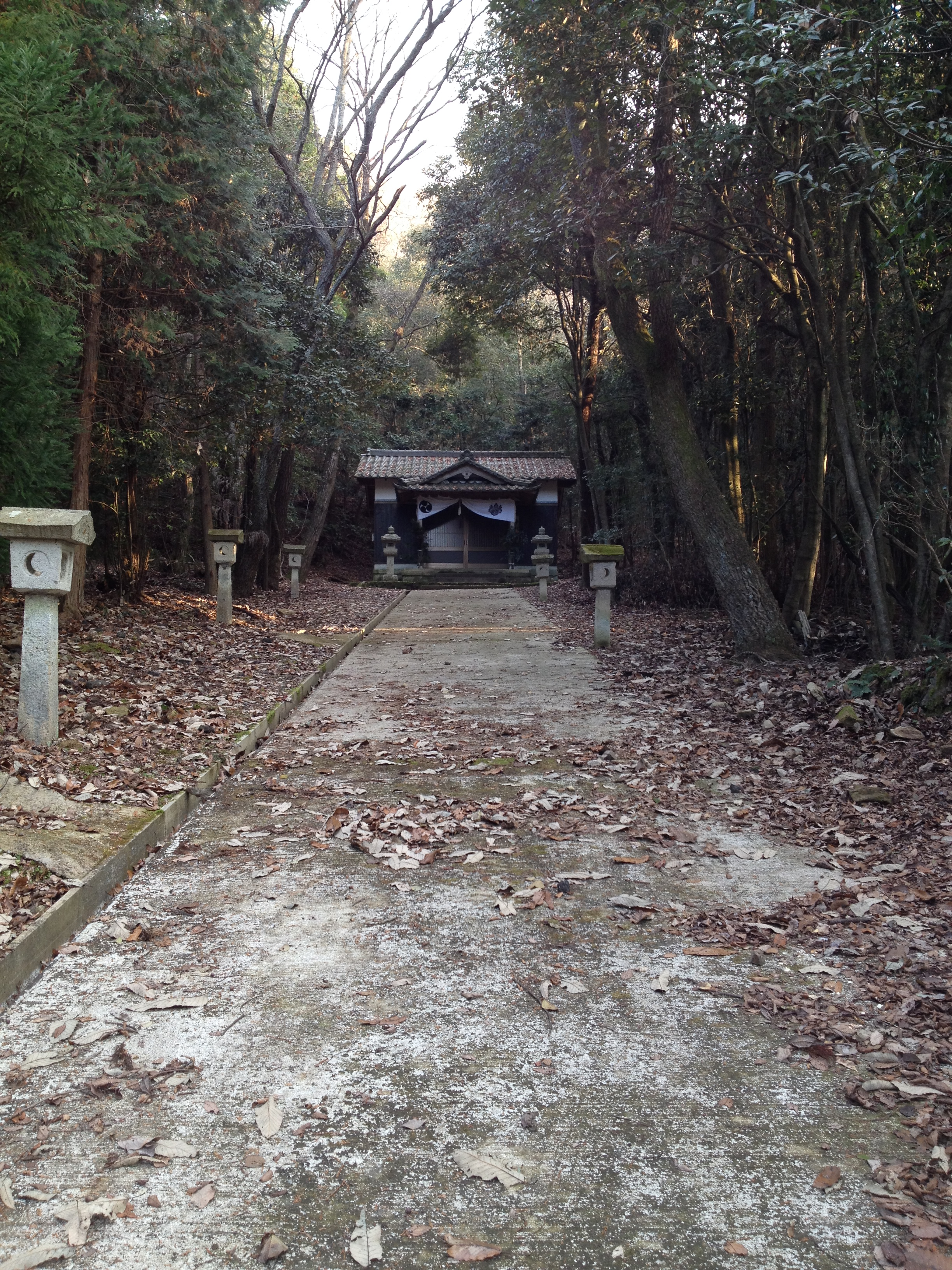
御旅所

## 祭礼
- 10年祭開帳式

10年毎に執行される式年祭で開帳式とも云う。神仏習合期の習俗を現在に伝えたもので神宮寺創建当時、白鳳時代（670年頃）の三尊仏を開帳する。
- 播磨の奇祭 さいれん坊主

　毎年8月14日に神社境内で、翌15日に中垣内恩徳寺境内で執行される。嘉吉の乱により城山城落城の際に討ち死にした赤松一族の霊を弔う盆供養。たつの市無形文化財。

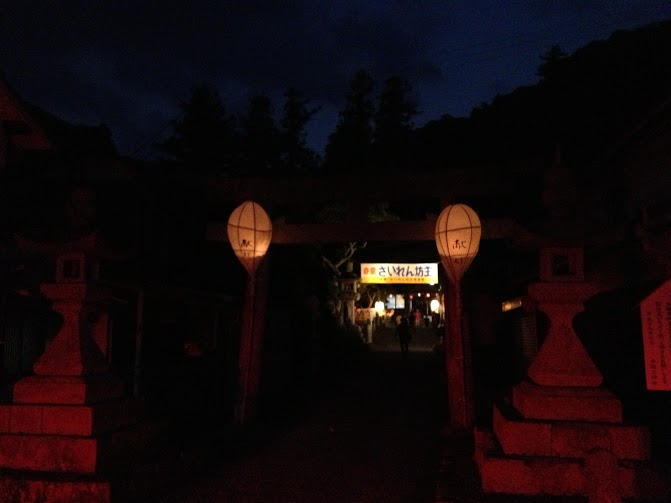
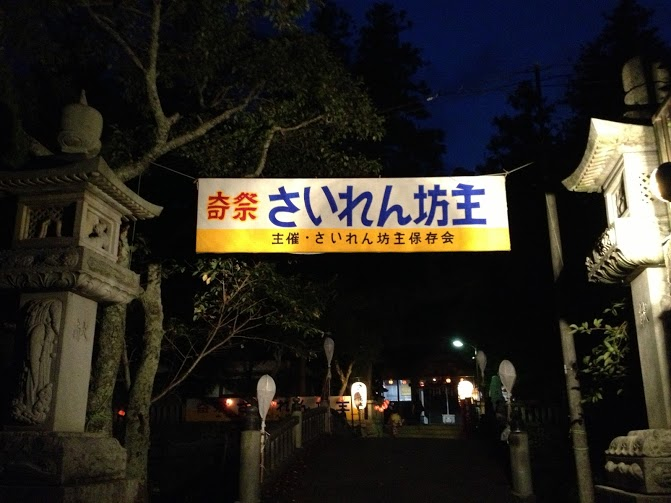
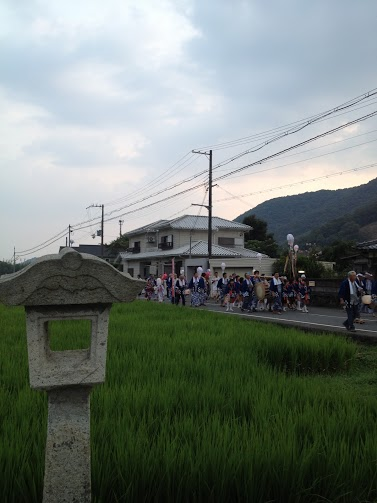
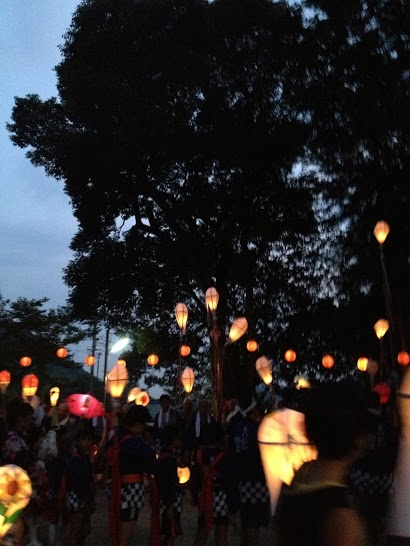

## 水争いの伝説
社伝に
とある。

播磨国風土記ではこれを、伊和大神（大己貴神）の子・石龍比古命とその妹で妻の石龍比売命の二柱の揖保郡出水里の美奈志川（中垣内川）での水争いとして伝えている。

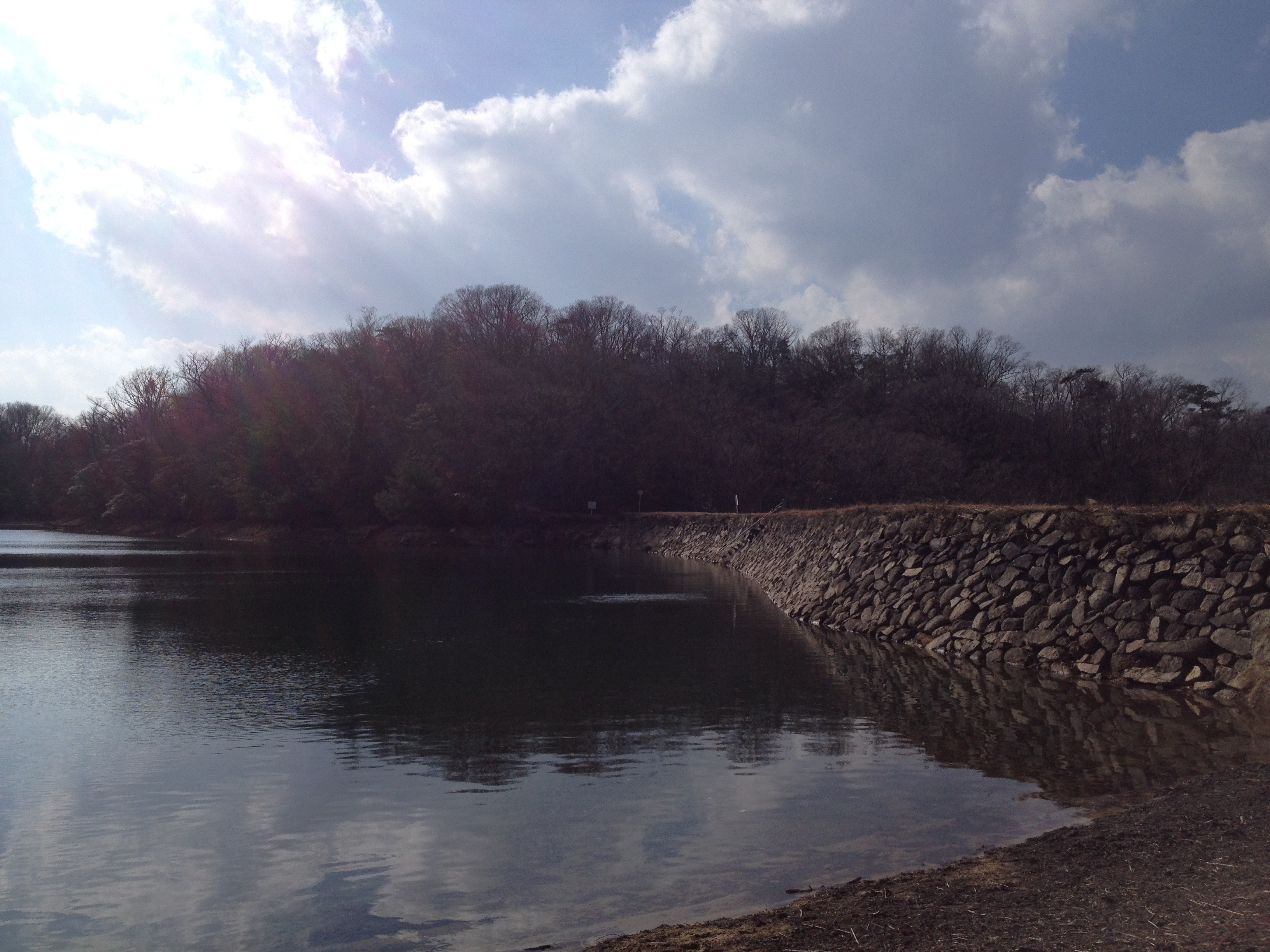
亀山山頂の亀池 弥生時代の高地性集落があった
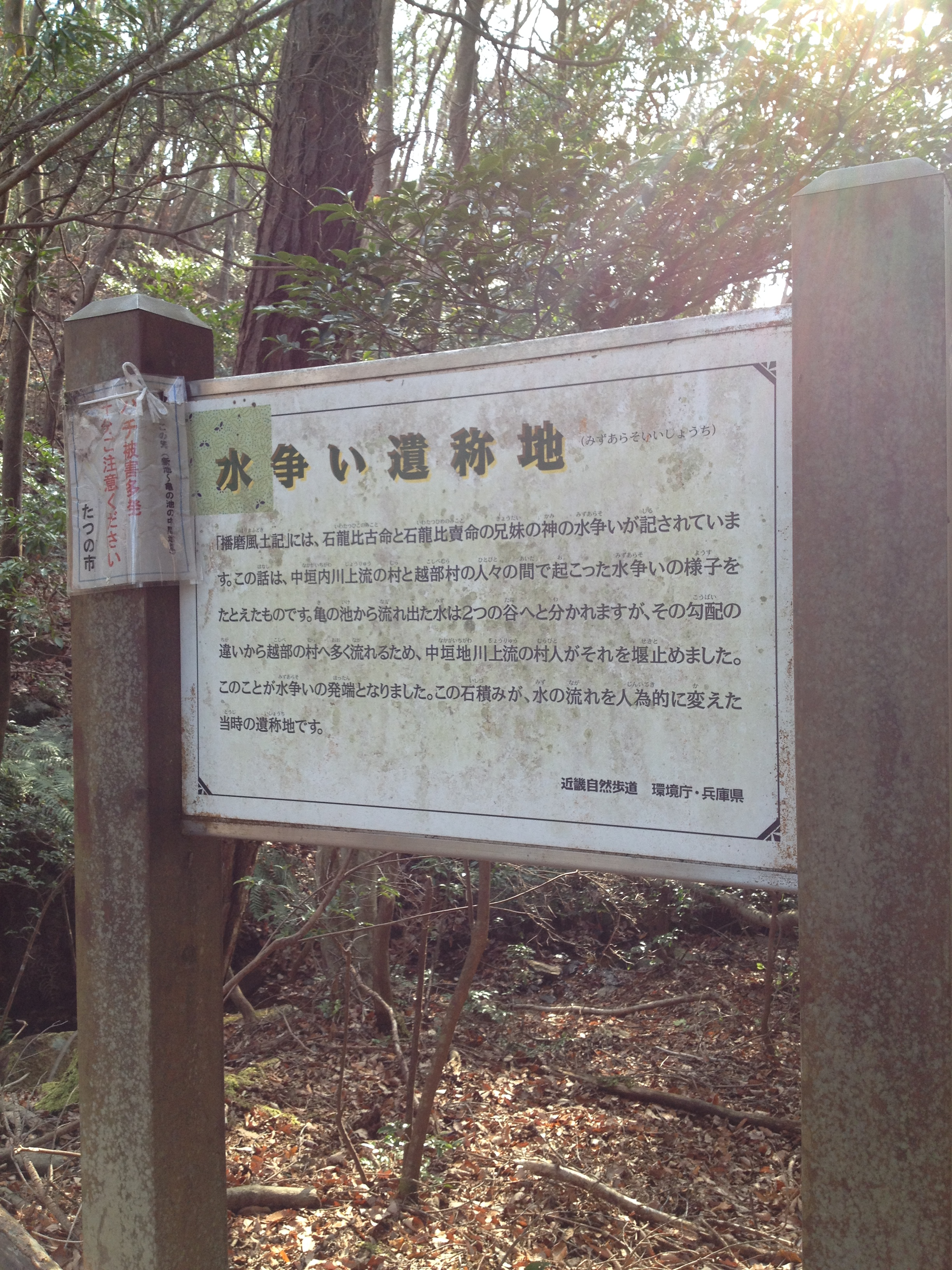
水争い遺称地の看板
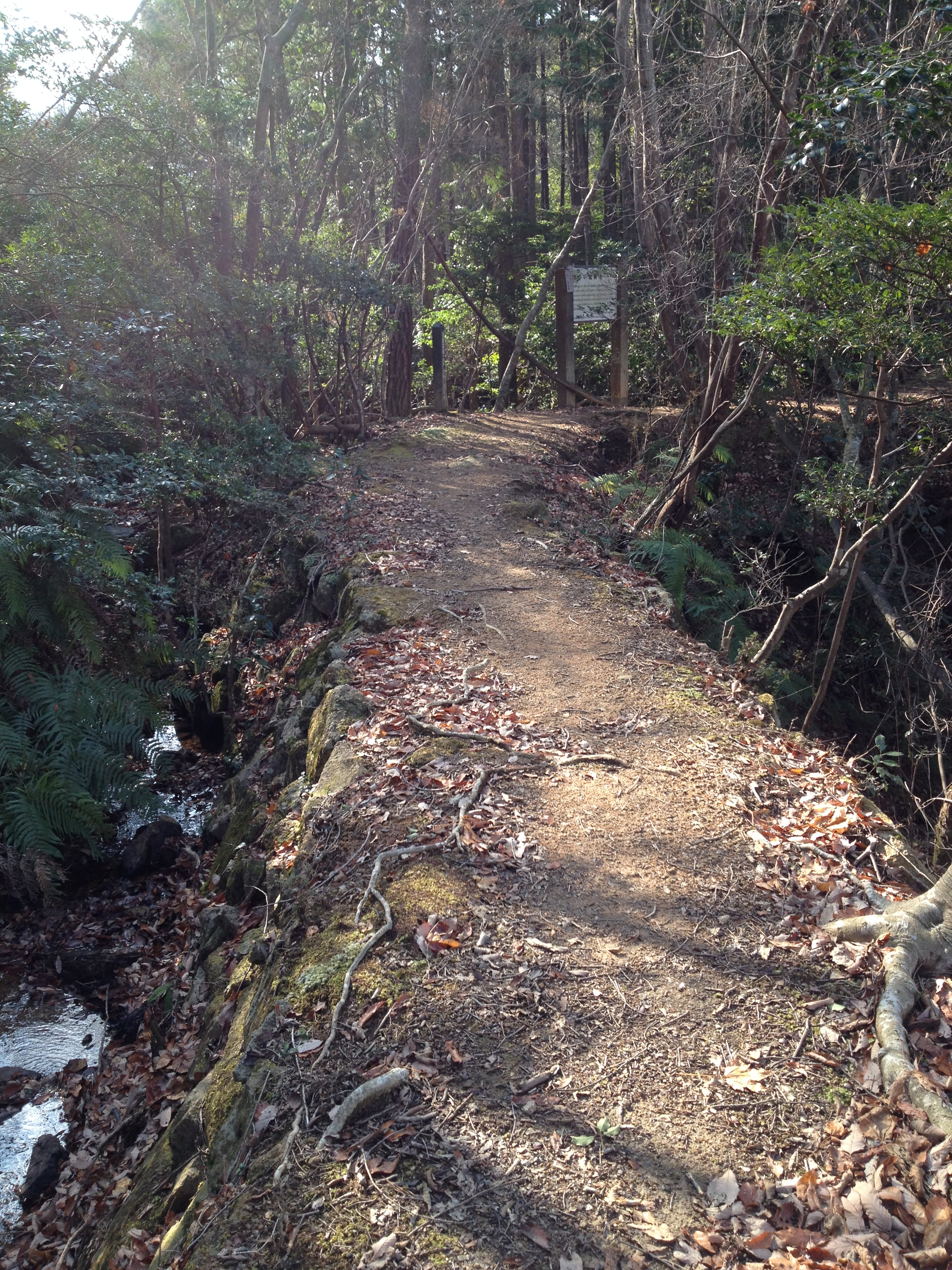
左が中垣内川へ注ぐ水路 右側が唐猫谷

## 交通
井関本社
駐車場40台
- 姫新線 本竜野駅下車、約6km、車で10分程度
- 山陽本線 竜野駅下車、約6km、車で15分程度
- 国道2号 神戸神社前交差点より約6km、車で10分程度
- 山陽自動車道 龍野インターチェンジより約5km、車で10分程度
- 山陽自動車道 龍野西インターチェンジより約7km、車で15分程度
- 太子竜野バイパス 福田ランプより約8km、車で20分程度

- たつの市コミュニティバス赤とんぼ 揖西ルート、中垣内バス停より約2km、徒歩で20分程度

奥宮
- 中垣内教育キャンプ場入口より約4km、徒歩で60分程度

## 周辺
- 兵庫県立播磨特別支援学校
- 西播丘陵県立自然公園
- 近畿自然歩道
- 大倉山（ふるさと兵庫100山）